# 타트리산맥

타트리산맥의 위치

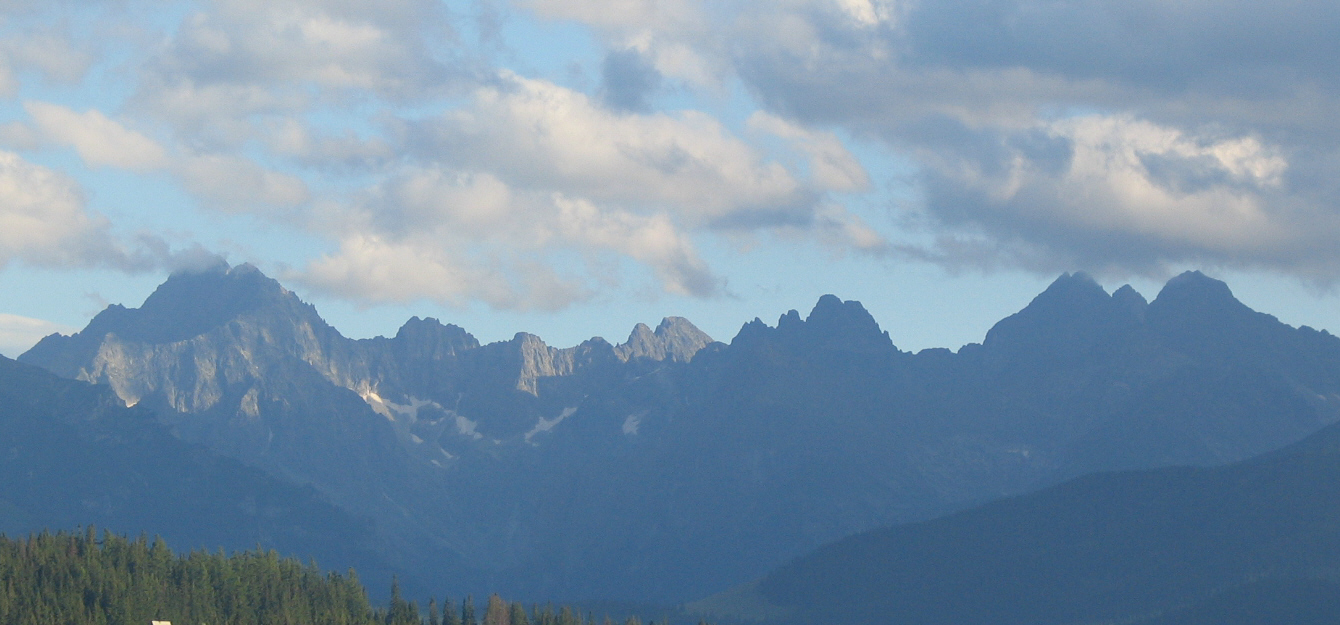
타트리산맥의 파노라마

타트리산맥(폴란드어: Tatry, 슬로바키아어: Tatry) 또는 타트라산맥(영어: Tatra Mountains)은 폴란드 남부와 슬로바키아 북부의 국경 부근까지 동서 방향으로 뻗은 산맥이다.
카르파티아산맥을 형성하는 산맥 가운데 하나로서 전체 면적은 785km2이다. 이 가운데 610km2(77.7%)는 슬로바키아에, 175km2(22.3%)는 폴란드에 위치한다. 산맥에서 가장 높은 봉우리는 슬로바키아에 위치한 게를라호프스키봉(Gerlachovsky)으로 높이는 2,655m이다. 타트리산맥은 크게 서타트리산맥, 동타트리산맥으로 나뉜다.
타트리산맥에는 다양한 식물, 동물이 분포하고 있다. 1,000종이 넘는 관속식물 이외에 이끼류 450종, 우산이끼류 200종, 지의식물 700종, 진균류 900종, 변형균류 70종을 비롯한 각종 식물이 분포하고 있으며 5개의 기후 변화 벨트가 위치한다. 완보동물 54종, 와충류 22종, 윤충류 100종, 요각류 22종, 거미류 162종, 연체동물 81종, 포유류 43종, 조류 200종, 양서류 7종, 파충류 2종이 분포한다.
타트리산맥은 등산, 스키로 유명한 관광지, 휴양지로서 인근에는 요양소, 산막, 호텔, 스키장이 들어서 있다. 타트리산맥은 폴란드, 슬로바키아에서 국립공원으로 지정되어 있으며 1992년에는 유네스코가 지정한 인간 생물권 계획 보존 구역으로 등재되었다.

## 같이 보기
- 수데티산맥